# Кольцова, Марина
Марина Кольцова (род. 23 августа 1960, Ола, Магаданская область) — советская конькобежка, серебряный призёр (1982) чемпионата СССР в многоборье, серебряный призёр (1982 - 1000, 1500 м) чемпионата СССР на отдельных дистанциях. Мастер спорта СССР международного класса (1980). Выступала за ДСО "Труд" Коломна.

## Биография
Марина Кольцова родилась 23 августа 1960 года в посёлке Ола Магаданской области. Отличница учёбы, труженица, начала заниматься коньками в Ольском ДЮСШ у тренера Игоря Бисарнова. В возрасте 14 лет выполнила норматив кандидата в мастера спорта. 
В 1975 году она участвовала на первенстве СССР в подмосковной Коломне среди девушек среднего возраста за магаданский "Труд", и выиграла дистанцию 1500 метров. Через год на первенстве РСФСР среди девушек установила Всесоюзный юниорский рекорд в забеге на 1000 метров - 1:37,40 сек.
В 1977 году на молодёжном чемпионате СССР 16-летняя спортсменка выиграла дистанцию 500 метров, а в 1978 году на VI зимней Спартакиаде народов РСФСР поднялась на 3-е место на 1500 метров в категории юниоров. В марте 1979 года Кольцова выиграла "серебро" на юниорском чемпионате СССР в сумме многоборья. Она стала членом спортивного клуба «Ока» завода тяжелого станкостроения.
В январе 1980 года спортсменка коломенской спортшколы "Комета", студентка Государственного Центрального института физкультуры, одержала победу в многоборье на чемпионате страны среди юниоров и вошла в состав сборной страны. В конце января в Нидерландах на чемпионате мира среди юниоров заняла 2-е место в беге на 1000 м, 7-е в общем зачёте многоборья, и выполнила норматив мастера спорта международного класса. В 1980 году она перешла из юниоров во взрослую команду, и стала выступать за спортивное общество "Труд" (Коломна).
Успешно конькобежка выступала в 1982 году: на первенстве СССР по многоборью была второй, на V зимней Спартакиаде народов СССР завоевала две серебряные медали на 1500 и 5000 метров и одну бронзовую на 3000 метров. В 1982 году Кольцова дебютировала и на чемпионате Европы в Херенвене, где заняла 9-е место в многоборье. Через месяц на чемпионате мира в классическом многоборье на 1000-метровке упала на повороте, что лишило её побороться в многоборье за подиум. В итоге заняла 16-е место. 
После сезона 1982/1983 на время ушла из спорта, продолжила обучение в Коломенском пединституте. Через два года вернулась и участвовала в чемпионатах страны в 1985 и 1986 годах. В том же 1986 году она завершила карьеру спортсменки.